# Fou de foot (Les Simpson)
Pour les articles homonymes, voir Fou de foot.
Fou de foot (Bart Star) est le 6e épisode de la saison 9 de la série télévisée d'animation Les Simpson.

## Synopsis
Après une convention sur la santé à Springfield, il ressort que la plupart des enfants sont trop gros. Pour remédier à cela, les parents inscrivent leurs enfants dans une équipe junior de football américain. Ned Flanders entraîne d'abord l'équipe mais agacé par les moqueries d'Homer c'est ce dernier qui devient entraîneur. Homer est de plus incompétent car il fait de très mauvais choix...